# Política de vistos da China

Política de vistos da China para os titulares de passaportes comuns

Os cidadãos que desejam visitar a República Popular da China devem obter um visto de uma das missões diplomáticas chinesas, a menos que eles tenham nacionalidade de um dos países isentos de visto. As duas regiões administrativas especiais - Hong Kong e Macau - mantém a sua própria política de controle fronteiriço independente e, portanto, têm os seus próprios requisitos de visto.
Vistos chineses são emitidos tanto fora da China, pelas missões diplomáticas chinesas, e também na China, pela Administrações de Entrada (SEAE) do condado-nível do Gabinete de Segurança Pública Chinês (SPR, em inglês). Antes de entrar na China, no entanto, um cidadão não-chinês deve apresentar-se às autoridades de emissão de vistos fora da China para obter um visto chinês. Devido ao fato de Hong Kong e Macau manterem suas próprias políticas de controle de fronteira independentes, vistos chineses comuns são válidos apenas para a China Continental, e não são válidos para Hong Kong ou Macau, e os viajantes devem solicitar vistos separados para Hong Kong ou Macau se desejar viajar para essas regiões.
O governo da República Popular da China permite que os titulares de passaportes normais emitidos por 11 países possam ir à China Continental para fins de turismo ou de negócios por até 15, 30 ou 90 dias, sem a necessidade de obter um visto. Os visitantes de outras nacionalidades, bem como os residentes de Hong Kong e Macau, são obrigados a obter um visto ou uma autorização antes da chegada, em função de suas nacionalidades. A fim de impulsionar o turismo, alguns portos de entrada da China permitem que os cidadãos de certos países visitem regiões determinadas dentro de 72 ou 144 horas, se eles estão em trânsito para um país terceiro. Em 2014, o governo da China anunciou a sua intenção de assinar a facilitação de vistos mútua e acordos de isenção de vistos com mais países no futuro. Desde então, uma série de tais acordos foram concluídos com alguns países.
Todos os viajantes não-chineses, bem como cidadãos de Hong Kong e Macau, que permanecerem na China por mais de 24 horas devem se registrar com as PSBs locais. Ao se hospedar em um hotel, o registro é feito geralmente como parte do processo de check-in. Ao se hospedar em uma casa particular, no entanto, o visitante deve enviar fisicamente um relatório ao PSB local dentro de 24 horas depois da chegada à alguma cidade ou 72 horas para as zonas rurais. Todos os visitantes com isenção de vistos, incluindo aqueles em trânsito que ficam por mais de 24 horas, devem aderir à regra, como o não cumprimento pode resultar em uma multa ou ser detido pelo PSB por até 15 dias.

## Nacionalidades elegíveis para entrada sem visto
Os viajantes que sejam nacionais dos seguintes países não são obrigados a obter um visto antes de viajar para a China, desde que a sua viagem não dure mais do que o limite de isenção de vistos listada abaixo.
90 dias
| - Albânia (18 de março de 2023) - Armênia (19 de janeiro de 2020) - Bósnia e Herzegovina (29 de maio de 2018) - San Marino (22 de julho de 1985) - Ilhas Salomão (28 de dezembro de 2024) |

60 dias
| - Ilhas Maurícias (31 de outubro de 2013) |

30 dias
| - Antígua e Barbuda (11 de maio de 2024) - Bahamas (12 de fevereiro de 2014) - Catar (21 de dezembro de 2018) - Emirados Árabes Unidos (16 de janeiro de 2018) - Equador (18 de agosto de 2016) - Fiji (14 de março de 2015) - Geórgia (28 de maio de 2024) - Granada (10 de junho de 2015) - Cazaquistão (10 de novembro de 2023) - Maldivas (17 de fevereiro de 2023) - Mongólia (30 de março de 1989) - Sérvia (15 de janeiro de 2017) - Seicheles (26 de junho de 2013) - Singapura (9 de fevereiro de 2024) - Suriname (1 de maio de 2021) - Tailândia (1 de março de 2024) - Tonga (19 de agosto de 2016) |

15 dias
| - Alemanha (1 de dezembro de 2023) - Austrália (1 de julho de 2024) - Áustria (14 de março de 2024) - Bélgica (14 de março de 2024) - Brunei (1 de julho de 2003) - Chipre (15 de outubro de 2024) - Eslovênia (15 de outubro de 2024) - Espanha (1 de dezembro de 2023) - França (1 de dezembro de 2023) - Grécia (15 de outubro de 2024) - Hungria (14 de março de 2024) - Irlanda (14 de março de 2024) - Suíça (14 de março de 2024) - Itália (1 de dezembro de 2023) - Japão (1 de setembro de 2003) - Luxemburgo (14 de março de 2024) - Malásia (1 de dezembro de 2023) - Nova Zelândia (1 de julho de 2024) - Países Baixos (1 de dezembro de 2023) - Polónia (1 de julho de 2024) - Portugal (15 de outubro de 2024) - Andorra (8 de novembro de 2024) - Dinamarca (8 de novembro de 2024) - Finlândia (8 de novembro de 2024) - Islândia (8 de novembro de 2024) - Liechtenstein (8 de novembro de 2024) - Mónaco (8 de novembro de 2024) - Noruega (8 de novembro de 2024) - Eslováquia (8 de novembro de 2024) - Coreia do Sul (8 de novembro de 2024) - Bulgária (30 de novembro de 2024) - Croácia (30 de novembro de 2024) - Estónia (30 de novembro de 2024) - Japão (30 de novembro de 2024) - Letônia (30 de novembro de 2024) - Malta (30 de novembro de 2024) - Macedônia do Norte (30 de novembro de 2024) - Montenegro (30 de novembro de 2024) - Roménia (30 de novembro de 2024) |

## Regime temporário de isenção de vistos
A partir do final de 2023, a China adoptou uma política de isenções temporárias de vistos em estadas até 15 dias para um grupo de países ocidentais, principalmente na Europa, incluindo Portugal. A medida estará em vigor até 31 de dezembro de 2025.

## Grupos de excursão
Os cidadãos dos países a seguir podem visitar a China sem visto por até 30 dias, se estiverem viajando como parte de um grupo de turismo, que é acompanhado por um representante de um operador turístico registrado nos dois países:
- Azerbaijão
- Bielorrússia
- Moldávia
- Rússia
- Turquemenistão

## Restrições
Algumas áreas de entrada no território chinês possuem restrições adicionais sobre os cidadãos de certos países. Naturais do Canadá e Estados Unidos não são elegíveis para o trânsito com múltiplas escalas, dentro da China, se o meio de entrada no território chinês for através do Aeroporto Weihai Dashuibo ou do Aeroporto Internacional de Wuhan Tianhe.Além destes dois países, naturais de outros dezessete países também necessitam de visto para trânsito caso utilizem o Aeroporto Internacional Diwopu Urumqi para adentrar em território chinês. São eles: Afeganistão, Arábia Saudita, Azerbaijão, Cazaquistão, Emirados Árabes Unidos, Iêmen, Irã, Iraque, Malásia, Nigéria, Omã, Paquistão, Peru, Quirguistão, Síria, Sri Lanka e Tailândia.